# Championnat du Kenya de football 2018
Navigation
Saison précédente Saison suivante
La saison 2018 du Championnat du Kenya de football est la cinquante-quatrième édition de la première division au Kenya, organisée sous forme de poule unique, la Premier League, où toutes les équipes se rencontrent deux fois au cours de la saison. En fin de saison, les deux derniers du classement sont relégués et remplacés par les deux meilleurs clubs de National Super League, la deuxième division kényane.
C'est le club de Gor Mahia qui remporte la compétition cette saison après avoir terminé en tête du classement final, avec treize points d'avance sur Bandari FC. C'est le dix-septième titre de champion du Kenya de l'histoire du club.

## Qualifications continentales
Deux places en compétitions continentales sont réservées aux clubs kényans : le champion se qualifie pour la Ligue des champions de la CAF 2019 tandis que le vainqueur de la Coupe du Kenya obtient son billet pour la Coupe de la confédération 2018-2019.

## Les clubs participants
- AFC Leopards
- Sofapaka FC
- Ulinzi Stars FC
- Tusker FC
- Nzoia United FC
- Gor Mahia
- Sony Sugar
- Kakamega Homeboyz
- Mathare United
- Bandari FC
- Posta Rangers FC
- Wazito Football Club  - Promu de D2
- Vihiga United - Promu de D2
- Chemelil Sugar FC
- Thika United
- Kariobangi Sharks
- Nakumatt Nairobi
- Zoo Kericho FC

## Compétition
Le barème de points servant à établir le classement se décompose ainsi :
- Victoire : 3 points
- Match nul : 1 point
- Défaite : 0 point

### Classement
| Rang | Équipe                 | Pts | J  | G  | N  | P  | Bp | Bc | Diff |
| ---- | ---------------------- | --- | -- | -- | -- | -- | -- | -- | ---- |
| 1    | Gor MahiaT             | 75  | 34 | 23 | 6  | 5  | 71 | 31 | +40  |
| 2    | Bandari FC             | 62  | 34 | 17 | 11 | 6  | 40 | 20 | +20  |
| 3    | Tusker FC              | 56  | 34 | 16 | 8  | 10 | 47 | 35 | +12  |
| 4    | Ulinzi Stars           | 54  | 34 | 15 | 9  | 10 | 38 | 26 | +12  |
| 5    | Sofapaka FC            | 53  | 34 | 15 | 8  | 11 | 45 | 41 | +4   |
| 6    | Kariobangi Sharks C    | 51  | 34 | 13 | 12 | 9  | 48 | 40 | +8   |
| 7    | AFC Leopards           | 51  | 34 | 14 | 9  | 11 | 47 | 48 | -1   |
| 8    | Mathare United         | 48  | 34 | 11 | 15 | 8  | 47 | 45 | +2   |
| 9    | Sony Sugar             | 45  | 34 | 12 | 9  | 13 | 33 | 30 | +3   |
| 10   | Kakamega Homeboyz      | 43  | 34 | 12 | 8  | 14 | 35 | 44 | -9   |
| 11   | Zoo Kericho FC         | 42  | 34 | 10 | 12 | 12 | 42 | 48 | -6   |
| 12   | Vihiga United P        | 41  | 34 | 10 | 11 | 13 | 29 | 30 | -1   |
| 13   | Nzoia United FC        | 41  | 34 | 11 | 8  | 15 | 35 | 38 | -3   |
| 14   | Chemelil Sugar         | 39  | 34 | 9  | 12 | 13 | 24 | 28 | -4   |
| 15   | Posta Rangers FC       | 38  | 34 | 9  | 11 | 14 | 27 | 37 | -10  |
| 16   | Nakumatt Nairobi       | 37  | 34 | 9  | 10 | 15 | 49 | 61 | -12  |
| 17   | Wazito Football Club P | 31  | 34 | 8  | 7  | 19 | 31 | 53 | -22  |
| 18   | Thika United           | 23  | 34 | 5  | 8  | 21 | 23 | 56 | -33  |

|  | Qualification pour la Ligue des champions de la CAF 2019                                  |
|  | Qualification pour la Coupe de la confédération 2018-2019                                 |
|  | Relégation en National Super League                                                       |
|  | T : Tenant du titre C : Vainqueur de la Coupe du Kenya P : Promu de National Super League |

## Bilan de la saison
| Championnat du Kenya de football 2018 |                       |
| Champion                              | Gor Mahia (17e titre) |
| Coupes et trophées                    |                       |
| Vainqueur de la Coupe du Kenya 2018   | Kariobangi Sharks     |
| Qualifications continentales          |                       |
| Ligue des champions de la CAF 2019    | Gor Mahia             |
| Coupe de la confédération 2018-2019   | Kariobangi Sharks     |
| Promotions et relégations             |                       |
| Promus en Premier League              |                       |
| Relégués en National Super League     | Wazito Football Club  |
| Relégués en National Super League     | Thika United          |